# فهرست آثار ملی شهرستان خمینی‌شهر
شهرستان خمینی‌شهر یکی از شهرستان های استان اصفهان است. مرکز این شهرستان شهر خمینی‌شهر است. کوشک و اصغرآباد و درچه از دیگر شهرهای آن هستند. ۴۸ اثر از این شهرستان ثبت ملی شده است.

## آثار ثبت‌شده
| ۱  | امامزاده سید محمد                |                         | تاریخی - صفویه            | خ دانشگاه صنعتی، مجموعه امامزاده محمد ۳۲°۴۳′۲۸″ شمالی ۵۱°۳۲′۵۲″ شرقی / ۳۲٫۷۲۴۴۴°شمالی ۵۱٫۵۴۷۷۸°شرقی                                 | ۸۹۶                                    | ۱۳۴۹/۰۴/۰۳ | [ ۱ ]      |  |  |
| ۲  | خانه سرتیپ سدهی                  |                         | قاجاریه                   | استان اصفهان، شهرستان خمینی شهر، محله دره فروشان، بلوار توحید ۳۲°۴۰′۳۲″ شمالی ۵۱°۳۲′۲″ شرقی / ۳۲٫۶۷۵۵۶°شمالی ۵۱٫۵۳۳۸۹°شرقی          | ۵۴۴۴                                   | ۱۳۸۰/۱۲/۲۵ | [ ۲ ]      |  |  |
| ۳  | گورستان ورنوسفادران              |                         | صفوی - قاجار              | شهرستان خمینی شهر، حد فاصل خیابانهای شهید مطهری، آیت الله صهری، بلوار جمهوری اسلامی                                                 | ۷۶۶۲                                   | ۱۳۸۱/۱۲/۱۷ |            |  |  |
| ۴  | خانه مجیری                       |                         | اواخر قاجار - اوایل پهلوی | خمینی شهر، محله اندوان، خیابان مدرس                                                                                                 | ۱۱۵۷۷                                  | ۱۳۸۳/۱۲/۲۴ |            |  |  |
| ۵  | مجموعه حمامهای اندوان            |                         | صفویه                     | خمینی شهر، محله اندوان، خیابان مدرس                                                                                                 | ۱۱۵۷۸                                  | ۱۳۸۳/۱۲/۲۴ |            |  |  |
| ۶  | مسجد ملاحیدر علی                 |                         | قاجاریه                   | خمینی شهر، محله فروشان، خیابان شهید منتظری                                                                                          | ۱۱۵۷۹                                  | ۱۳۸۳/۱۲/۲۴ |            |  |  |
| ۷  | مسجد جامع فروشان                 |                         | قاجاریه                   | خمینی شهر، محله فروشان، خیابان شهید منتظری، کوچه دوشنبه بازار                                                                       | ۱۱۵۸۰                                  | ۱۳۸۳/۱۲/۲۴ |            |  |  |
| ۸  | مسجد ابوالبرکات                  |                         | قاجاریه                   | خمینی شهر، محله فروشان، خیابان شهید منتظری، کوچه دوشنبه بازار                                                                       | ۱۱۵۸۱                                  | ۱۳۸۳/۱۲/۲۴ |            |  |  |
| ۹  | مسجد ملا محسن                    |                         | صفویه - قاجاریه           | خمینی شهر، محله شهر آباد، خیابان شریعتی جنوبی، کوچه شهید علیرضا آقائی (ملا محسن)                                                    | ۱۱۵۸۲                                  | ۱۳۸۳/۱۲/۲۴ |            |  |  |
| ۱۰ | مجموعه حمامهای گاردر             |                         | صفویه                     | خمینی شهر، محله گاردر، بلوار شهید منتظری، امتداد جوی گاردر                                                                          | ۱۱۵۸۳                                  | ۱۳۸۳/۱۲/۲۴ |            |  |  |
| ۱۱ | برج کبوترجوی‌آباد قدیم            |                         | صفوی                      | خمینی شهر، خ آیت الله اشرفی اصفهانی، جنب شهرداری منطقه ۳، کوچه شهید محمد عسگری، انتهای کوچه ارشاد                                   | ۱۳۶۱۲                                  | ۱۳۸۴/۰۸/۱۵ |            |  |  |
| ۱۲ | حمام بزرگ خمینی شهر              |                         | قاجاریه                   | خمینی شهر، بلوار توحید، دوشنبه بازار، جنب مسجد ابوالبرکات                                                                           | ۱۴۲۱۲                                  | ۱۳۸۴/۱۱/۰۹ |            |  |  |
| ۱۳ | حمام کوچک خمینی شهر              |                         | قاجاریه                   | خمینی شهر، بلوار توحید، دوشنبه بازار، جنب حمام بزرگ خمینی شهر                                                                       | ۱۴۲۱۳                                  | ۱۳۸۴/۱۱/۰۹ |            |  |  |
| ۱۴ | برج کبوتر صفر علی امینی          |                         | قاجاریه                   | شهرستان خمینی شهر، بخش مرکزی، دهستان ماربین وسطی، روستای ولاشان، محدوده کشتزارهای گارنخود                                           | ۱۴۳۸۲                                  | ۱۳۸۴/۱۲/۱۶ |            |  |  |
| ۱۵ | برج کبوتر محمد مرادی             |                         | قاجاریه                   | شهرستان خمینی شهر، بخش مرکزی، دهستان ماربین سفلی، روستای ولاشان                                                                     | ۱۴۳۸۳                                  | ۱۳۸۴/۱۲/۱۶ |            |  |  |
| ۱۶ | برج کبوتر مرتضی امینی            |                         | قاجاریه                   | شهرستان خمینی شهر، بخش مرکزی، دهستان ماربین وسطی، روستای ولاشان، مزرعه گارنخود                                                      | ۱۴۳۸۴                                  | ۱۳۸۴/۱۲/۱۶ |            |  |  |
| ۱۷ | برج کبوتر عباس قاسمی             |                         | قاجار                     | شهرستان خمینی شهر، بخش مرکزی، دهستان ماربین وسطی، روستای ولاشان، محدوده گلزار شهدا                                                  | ۱۴۳۹۲                                  | ۱۳۸۴/۱۲/۱۶ |            |  |  |
| ۱۸ | برج کبوتر اسماعیل امینی          |                         | قاجار                     | شهرستان خمینی شهر، بخش مرکزی، دهستان ماربین وسطی، روستای ولاشان، مزرعه گارنخود                                                      | ۱۴۳۹۴                                  | ۱۳۸۴/۱۲/۱۶ |            |  |  |
| ۱۹ | برج کبوتر محمدحسین باقرپور       |                         | قاجار                     | شهرستان خمینی شهر، بخش مرکزی، دهستان ماربین وسطی، روستای ولاشان، مزرعه گارنخود                                                      | ۱۴۴۱۰                                  | ۱۳۸۴/۱۲/۱۶ |            |  |  |
| ۲۰ | برج کبوتر شعبانعلی قاسمی         |                         | قاجار                     | شهرستان خمینی شهر، بخش مرکزی، دهستان ماربین وسطی، روستای ولاشان، محدوده گلزار شهدا                                                  | ۱۴۴۱۱                                  | ۱۳۸۴/۱۲/۱۶ |            |  |  |
| ۲۱ | برج کبوتر کرمعلی توکلی           |                         | قاجار                     | شهرستان خمینی شهر، بخش مرکزی، دهستان ماربین وسطی، روستای ولاشان                                                                     | ۱۴۴۱۲                                  | ۱۳۸۴/۱۲/۱۶ |            |  |  |
| ۲۲ | برج کبوتر دوقلوی سیدحسین حسینی   |                         | قاجار                     | شهرستان خمینی شهر، بخش مرکزی، دهستان ماربین وسطی، روستای دینان، محل کوی پای یخچال                                                   | ۱۴۴۱۳                                  | ۱۳۸۴/۱۲/۱۶ |            |  |  |
| ۲۳ | برج کبوترعبدالرسول               |                         | قاجار                     | شهرستان خمینی شهر، بخش مرکزی، دهستان ماربین وسطی، روستای ولاشان، محدوده کشتزارهای مزرعه گار نخود                                    | ۱۴۴۱۴                                  | ۱۳۸۴/۱۲/۱۶ |            |  |  |
| ۲۴ | برج کبوتر محمدقاسمی              |                         | قاجار                     | شهرستان خمینی شهر، بخش مرکزی، دهستان ماربین وسطی، روستای ولاشان، در محدوده گلزار شهدا                                               | ۱۴۴۱۵                                  | ۱۳۸۴/۱۲/۱۶ |            |  |  |
| ۲۵ | برج‌های کبوتر حسین داوطلب         |                         | قاجار                     | شهرستان خمینی شهر، بخش مرکزی، دهستان ماربین وسطی، روستای ولاشان                                                                     | ۱۴۴۱۶                                  | ۱۳۸۴/۱۲/۱۶ |            |  |  |
| ۲۶ | برج کبوتر داوطلب                 |                         | قاجار                     | شهرستان خمینی شهر، بخش مرکزی، دهستان ماربین وسطی، روستای ولاشان، محدوده روستای گار نخود                                             | ۱۴۴۱۷                                  | ۱۳۸۴/۱۲/۱۶ |            |  |  |
| ۲۷ | برج کبوتر محمدرضامرادی           |                         | قاجار                     | شهرستان خمینی شهر، بخش مرکزی، دهستان ماربین وسطی، روستای ولاشان، محدوده روستای گار نخود                                             | ۱۴۴۱۸                                  | ۱۳۸۴/۱۲/۱۶ |            |  |  |
| ۲۸ | برج کبوتر غلامعلی امینی          |                         | قاجار                     | شهرستان خمینی شهر، بخش مرکزی، دهستان ماربین وسطی، روستای ولاشان، مزرعه گارنخود                                                      | ۱۴۴۲۰                                  | ۱۳۸۴/۱۲/۱۶ |            |  |  |
| ۲۹ | برج کبوتر ترکی‌ها                 |                         | قاجار                     | شهرستان خمینی شهر، بخش مرکزی، دهستان ماربین وسطی، روستای ولاشان (دهنون)، کوچه آسیاب                                                 | ۱۴۴۲۱                                  | ۱۳۸۴/۱۲/۱۶ |            |  |  |
| ۳۰ | برج کبوتر صفرعلی ترکیان          |                         | قاجار                     | شهرستان خمینی شهر، بخش مرکزی، دهستان ماربین وسطی، روستای ولاشان، مزرعه گارنخود                                                      | ۱۴۴۲۲                                  | ۱۳۸۴/۱۲/۱۶ |            |  |  |
| ۳۱ | برج کبوتر علی قاسمی              |                         | قاجار                     | شهرستان خمینی شهر، بخش مرکزی، دهستان ماربین وسطی، روستای ولاشان، محدوده گلزار شهدا                                                  | ۱۴۴۲۳                                  | ۱۳۸۴/۱۲/۱۶ |            |  |  |
| ۳۲ | برج کبوتر آخوندی                 |                         | قاجاری                    | شهرستان خمینی شهر، بخش مرکزی، دهستان ماربین وسطی، روستای دینان (دهنون)، محدوده کشتزارهای صحرای بالاپابرجها                          | ۱۴۴۴۲                                  | ۱۳۸۴/۱۲/۱۶ |            |  |  |
| ۳۳ | کبوترخانه اسماعیل امینی          |                         | قاجاریه                   | شهرستان خمینی شهر، بخش مرکزی، دهستان ماربین وسطی، روستای ولاشان، در محدوده کشتزارها مزرعه گار نخود                                  | ۱۴۴۴۹                                  | ۱۳۸۴/۱۲/۱۶ |            |  |  |
| ۳۴ | کبوتر خانه میرزا علی اکبرجعفری   |                         | قاجاری                    | شهرستان اصفهان، خمینی شهر، بخش مرکزی، دهستان ماربین وسطی، روستای دینون، در محدوده کشتزارها                                          | ۱۴۴۵۳                                  | ۱۳۸۴/۱۲/۱۶ |            |  |  |
| ۳۵ | امامزاده سید ابراهیم ورنوسفادران |                         | قاجاریه                   | شهر خمینی شهر، منطقه یک، خیابان امام شمالی، محله باولگان، کوچه فرهنگ                                                                | ۱۷۴۸۱                                  | ۱۳۸۵/۱۲/۰۶ |            |  |  |
| ۳۶ | مسجد آقا علی اکبر                |                         | قاجاریه                   | شهر خمینی شهر، منطقه یک خیابان امام شمالی، جوی گاردر                                                                                | ۱۷۴۸۳                                  | ۱۳۸۵/۱۲/۰۶ |            |  |  |
| ۳۷ | مسجد گاردر                       |                         | قاجاریه                   | شهر خمینی شهر، خیابان امام شمالی، جوی گاردر                                                                                         | ۱۷۸۱۱                                  | ۱۳۸۵/۱۲/۱۴ |            |  |  |
| ۳۸ | برج کبوتر نوروز علی توکلی        |                         | قاجاریه                   | شهرستان خمینی شهر، بخش مرکزی، شهر درچه پیاز، کوچه شهیدان قینان                                                                      | ۱۹۲۲۶                                  | ۱۳۸۶/۰۳/۱۳ |            |  |  |
| ۳۹ | حمام کوز                         |                         | قاجار                     | شهر خمینی شهر، خ ۱۷ شهریور، ک پنجشنبه بازار، ک سعیدی                                                                                | ۱۹۸۶۴                                  | ۱۳۸۶/۰۸/۲۲ |            |  |  |
| ۴۰ | حمام قلعه امیریه                 |                         | قاجاریه                   | شهرستان خمینی شهر، بخش مرکزی، دهستان ماربین سفلی، روستای قلعه امیریه، خیابان قلعه امیریه، بن‌بست شهید رضائی، روبروی مسجد جامع امیریه | ۲۰۰۰۴                                  | ۱۳۸۶/۰۸/۲۲ |            |  |  |
| ۴۱ | حمام درب سید                     |                         | قاجاریه                   | شهر خمینی شهر، خیابان ولی عصر، کوچه درب سید                                                                                         | ۲۱۸۱۶                                  | ۱۳۸۶/۱۲/۲۶ |            |  |  |
| ۴۲ | حمام شمس‌آباد                     |                         | قاجاریه                   | شهر خمینی شهر، خیابان شریعتی جنوبی، محله شمس‌آباد، کوچه انقلاب                                                                       | ۲۱۸۲۰                                  | ۱۳۸۶/۱۲/۲۶ |            |  |  |
| ۴۳ | مسجد آخوند                       |                         | صفویه                     | شهر خمینی شهر، بخش مرکزی، خیابان ولی عصر، کوچه درب سید                                                                              | ۲۱۸۲۳                                  | ۱۳۸۶/۱۲/۲۶ |            |  |  |
| ۴۴ | مسجد امام حسن عسگری              |                         | قاجاریه                   | شهر خمینی شهر، خیابان شریعتی جنوبی، کوچه جعفری                                                                                      | ۲۱۸۲۴                                  | ۱۳۸۶/۱۲/۲۶ |            |  |  |
| ۴۵ | مسجد لادره                       |                         | اواسط قاجاریه             | شهر خمینی شهر، بلوار توحید، محله لادره                                                                                              | ۲۱۸۳۰                                  | ۱۳۸۶/۱۲/۲۶ |            |  |  |
| ۴۶ | کبوتر خانه ولاشان                |                         | قاجاریه-افشاریه-صفویه     | شهرستان خمینی شهر، بخش مرکزی، ماربین روستای ولاشان                                                                                  | ۱۹۲۲۶                                  | ۱۳۸۶/۰۳/۱۳ |            |  |  |
| ۴۷ | برج لک لک                        |                         | افشاریه                   | شهرستان اصفهان، خمینی شهر، بخش مرکزی، دهستان ماربین وسطی، روستای ولاشان، در محدوده کشتزارها                                         | ۱۴۴۵۳                                  | ۱۳۸۴/۱۲/۱۶ |            |  |  |
| ۴۸ | ۴۹                               | حسینیه لادره، کلاس قرآن |                           | قاجاریه | شهر خمینی شهر، بلوار توحید، محله لادره | ۲۱۸۳۱      | ۱۳۸۶/۱۲/۲۶ |  |  |